# 만주국 정부

만주국 정부 국기

만주국 정부(중국어: 滿洲國政府) 또는 만주국 임시정부(중국어: 滿洲國臨時政府)는 2004년 홍콩에서 구 만주국의 망명 정부로서 수립된 반중국 공산주의 체제 정치 조직이다. 현 중화인민공화국으로부터 만주 지역을 분리 독립시키는 것을 목표로 하고 있다. 비록 만주가 중국과 다른 정체성을 가지고 있으며, 특히 만주 민족주의 사상을 바탕으로 하나, 과거 일본 제국의 괴뢰국으로 수립되었던 만주국의 후계를 자처하여 일각에서는 그 정당성에 의문을 표한다.
단체는 일본, 대만, 미국 등에 지부를 두고 있다고 주장한다. 국제 군주주의 연맹의 회원이며, 대표 없는 국가 민족 기구 가입을 시도하고 있다. 정부 형태로는 선거 군주제를 시행 중이며, 동시에 대통령직을 별개로 두고 있다. 2019년 같은 목적의 단체인 만주국 임시정부(滿洲國臨時政府)와 만주국 망명정부(滿洲國亡命政府)가 합병하여 성립하였다.

## 같이 보기
- 만주
- 만주국 협화회